# Turnera stachydifolia
Turnera stachydifolia är en passionsblomsväxtart som beskrevs av Urban och Rolfe. Turnera stachydifolia ingår i släktet Turnera och familjen passionsblomsväxter. Utöver nominatformen finns också underarten T. s. flexuosa.